# Nick Whalen
Pour les articles homonymes, voir Whalen.
Nicholas Julian Whalen dit Nick Whalen, né le 6 juin 1973 à Saint-Jean de Terre-Neuve, est un ingénieur et homme politique canadien.
Il est député à la Chambre des communes du Canada, représentant la circonscription de St. John's-Est (T-.N.-L.) sous la bannière du Parti libéral du Canada de 2015 à 2019.

## Biographie
Né le 6 juin 1973 à Saint-Jean de Terre-Neuve, Nick Julian Whalen est le fils de Norman Whalen, président du Parti libéral de Terre-Neuve-et-Labrador dans les années 1980, et directeur de campagne de Clyde Wells lors des élections victorieuses de 1989.
Il étudie l’ingénierie et les mathématiques à l'Université Queen's, où il obtient des diplômes de premier cycle et de cycle supérieur, puis un diplôme de droit de l'Université McGill.
Il pratique le droit au cabinet d'avocats McInnes Cooper, se spécialisant en droit de l'énergie, de la propriété intellectuelle, en droit des sociétés et en droit commercial. Il a également un fort engagement communautaire, ayant été président de la Parkinson's Society de T.-N.-L., entraîneur de soccer mineur à la Feildians Soccer Association et président de Lewa Wildlife Conservancy Canada, qui évalue et finance des projets de développement durable, de conservation de la faune et de réduction de la pauvreté au nord du Kenya. Enfin, il est trésorier du Parti libéral local.

### Carrière politique
Candidat aux les élections fédérales de 2015 pour le Parti libéral du Canada dans St. John's-Est, circonscription tenue depuis deux mandats par l'ancien leader néodémocrate Jack Harris, son élection dans la vague Justin Trudeau est une des grosses surprises de l'élection.
Il siège alors au sein du sous-comité du programme et de la procédure du Comité permanent des opérations gouvernementales et des prévisions budgétaires, Opérations gouvernementales et prévisions budgétaires ainsi que de celui des Opérations gouvernementales et prévisions budgétaires. En septembre 2017, il rajoute à ses fonctions un poste de membre du Comité permanent de la citoyenneté et de l'immigration.
Whalen est battu aux élections fédérales de 2019 par l'ancien député néo-démocrate Jack Harris lors d'une reprise du scrutin de 2015.

### Résultats électoraux
|       | Candidat             | Parti        | # de voix | % des voix |
|       | Deanne Stapleton     | Conservateur | +02 902,  | 6,53 %     |
|       | Nick Whalen          | Libéral      | +20 771,  | 46,77 %    |
|       | (x) Jack Harris      | NPD          | +20 113,  | 45,28 %    |
|       | David Anthony Peters | Vert         | +00490,   | 1,1 %      |
|       | Sean Burton          | Communiste   | +00139,   | 0,31 %     |
| Total | Total                | Total        | 44 415    | 100 %      |